# 黃性初
黃性初，福建興化府莆田縣人，明朝政治人物、進士出身。

## 生平
洪武十八年，登乙丑科殿試二甲第三十七名，后官至吏科給事中，出任惠州府推官。 